# أنطونيو كولمان
أنطونيو كولمان (بالإنجليزية: Antonio Coleman)‏ هو لاعب كرة قدم أمريكية أمريكي، ولد في 1 سبتمبر 1986 في موبيل في الولايات المتحدة.

## وصلات خارجية
- أنطونيو كولمان على موقع مرجع كرة القدم المحترفة.كوم (الإنجليزية)